# Karol Daučík
Karol Daučík (9. srpna 1912 Šahy – 15. srpna 1990 Bratislava) byl slovenský chemik, učitel a fotbalový záložník. Jeho starší bratr Ferdinand Daučík byl fotbalovým reprezentantem Československa a známým trenérem – vedl mj. československou reprezentaci, FC Porto nebo FC Barcelona.

## Vzdělání a profese
Vysokoškolské studium absolvoval roku 1939 na Fakultě chemické Vysokého učení technického v Brně. Byl jedním ze zakladatelů Spolku chemikov Slovákov (12. května 1940), vedl družstvo Svojchémia (od jeho vzniku 15. února 1947 do zániku 15. května 1949), podílel se na organizaci celostátních sjezdů chemiků v Banské Štiavnici a tvorbě učebnic chemie. Vyučoval na středních školách v Banské Štiavnici a Bratislavě. Ve Slovenské chemické společnosti byl hospodářem, tajemníkem a čestným členem. V roce 1973 mu byla udělena Hanušova medaile za zásluhy o rozvoj chemie.

## Hráčská kariéra
V československé lize hrál za I. ČsŠK Bratislava, vstřelil pět prvoligových branek.

### Prvoligová bilance
| Ročník             | Zápasy | Góly | Minuty | Klub               |
| ------------------ | ------ | ---- | ------ | ------------------ |
| I. liga 1935/36    | 17     | 0    | 1 530  | I. ČsŠK Bratislava |
| I. liga 1936/37    | –      | 1    | –      | I. ČsŠK Bratislava |
| I. liga 1937/38    | –      | 4    | –      | I. ČsŠK Bratislava |
| CELKEM I. ČS. LIGA | –      | 5    | –      |                    |